# Talent
El talent (en grec antic τάλαντον) era una unitat de massa grega que en el tipus estàndard de l'Àtica i dels Ptolemeus mesurava 27,47 kg. Juli Pòl·lux diu que el talent àtic de plata era equivalent a 60 mines (plural minai), com que cada mina equivalia a 100 dracmes, eren 60 mines, i a 36.000 òbols, uns 25'86 quilos de plata, i s'usava com a unitat monetària.
El valor del talent depenia de l'època considerada, de l'indret geogràfic i de la matèria a pesar.
Homer fa menció del talent a la Ilíada. En aquella època hi tenia un valor força petit, ja que es considerava que equivalia a un dàric, entre 8,25 i 8,46 grams d'or. Al seu torn, el poeta Filemó el Vell diu que un talent equivalia a tres estateres d'or, uns 26 grams.
Com altres països, Grècia feia servir diferents talents per mesurar diverses classes de béns. A Babilònia hi havia un talent per a l'or, un per la plata i un altre pels objectes diversos a mesurar. A Atenes era diferent el talent d'ús comercial del talent monetari, en una relació aproximada de 3 a 2, i fins i tot n'existien d'especials per a mercaderies pesades: es coneix un talent específic per la fusta (ξυλικὸν τάλαντον), usat a Alexandria.